# Гай Макриний Сосиан
Гай Макриний Сосиан (лат. Caius Macrinius Sossianus; умер после 293 года) — древнеримский политик, занимавший должность консула-суффекта в неустановленном году.

## Биография
Имя Гая Макриния реконструируется из нескольких африканских надписей. В 293 году, в правление императора Кара, он был муниципальным куратором в африканском городе Калама. В неустановленном году Гай Макриний занимал должность консула-суффекта. При проконсуле Тите Клавдии Аристобуле Сосиан был легатом-пропретором Нумидии.
Предположительно, сыном либо внуком Гая Макриния был старший понтифик Макриний Сосиан.